# Millionaires
Millionaires (en español, Millonarias) es un grupo formado por dos hermanas, Melissa Marie Green y Allison Green. El grupo, formado en agosto de 2007, es ampliamente conocido por mezclar letras muy explícitas con un soporte de electropop pesado. Su imagen y letras han generado fuerte polémica, ya sea por su sensual apariencia y su amor al alcohol, pero aún así mantienen el éxito de corriente moderada[cita requerida] y tienen una gran y dedicada base de fanes. El grupo ha lanzado tres EP y un sencillo "Stay the Night", que logró trazar brevemente en el Reino Unido. Su álbum, Tonight, fue publicado en el año 2013.

## Historia

### Comienzos (2007-2010)
Millionaires comenzó a finales de verano de 2007 "como un accidente" cuando las hermanas Melissa y Allison Green usaron GarageBand. La canción se llamaba "I Like Money", y las adolescentes crearon un perfil en Myspace, Millionaires. Su tercer miembro, Dani Artaud, se unió a la banda después de que Melissa la invitara. Más tarde, creáron su segunda canción, titulada "Hoe Down".
En el momento de su debut en Myspace, estaban considerando lanzar un EP con el título de 'La La Love' o 'Girls with Guns' que contiene sus hits creados con GarageBand. Sin embargo, abandonaron la idea. Tenían planeado un nuevo EP con el título de "Shit Bitch", que fue lanzado más adelante como Bling Bling Bling! Las cinco canciones que llegaron al EP fueron re-editadas por Mark Maxwell. Muchas de las canciones publicadas en Myspace no formaron parte de su EP.
Comenzaron a realizar espectáculos a nivel local y viajaron a sólo pequeñas distancias para espectáculos. Obtuvieron lugares en festivales de música como Rockin 'Roots, Bamboozle Left 2008 y Overload Audio 2008. En julio de 2008, estaban listas para hacer una gira y salieron en su primera gira coprotagonizada con Breathe Carolina en toda la costa oeste. Más tarde, en julio, encabezaron el Get F$cked Up tour. Ese mismo mes, lanzaron su éxito en Myspace "I Move It" en TRL (Total Request Live) de MTV como parte de On the Radar, un segmento donde populares bandas sin firmar se presentan.
Hicieron una breve canción titulada "Ooh Uh Huh", que se convirtió en el tema principal del reality show de MTV "A Double Shot at Love with the Ikki Twins". Su canción "Hey Rich Boy" también fue utilizada como tema para el show de MTV Teen Cribs. Su canción "Alcohol" fue incluida también en la banda sonora de la tercera temporada de Skins. Sus canciones "I Like Money" y "I Move It" fueron presentadas en el show de MTV "My Life as Liz". Su versión de la canción de Chic "Le Freak" aparece en la película de MTV Turn the Beat Around.
Las chicas volvieron en enero y febrero de 2009 en su Just Got Paid, Let's Get Laid tour, que se agotó en todas las fechas. El 23 de junio de 2009, se publicó un nuevo EP, también titulado Just Got Paid, Lets Get Laid, que contiene tres canciones de Bling Bling Bling!  y dos nuevas pistas. Su canción de Navidad "Rated Xmas" fue lanzado el 16 de diciembre. En 2010, lanzaron su canción "Stay the Night", como sencillo y en el EP "Cash Only"  que debutó en el número 12 en las listas de los mejores del Reino Unido. Más tarde, Dani Artaud dejó el grupo. Se dijo que la banda "no era para ella". Las tres siguen siendo amigas.

## Albúm debut, Mixtape y relaciones (2011-presente)
En septiembre de 2011, publicaron en Facebook que ya habían grabado tres canciones. Melissa y Allison entró en el estudio a mediados de septiembre y comenzó a grabar su primer álbum de larga duración. En septiembre de 2011, se declaró en Facebook que ya habían grabado tres canciones. En octubre, un demo se filtró, titulado "Gangstar", apareció en línea. También en su reciente show en Las Vegas (11/04/11), realizaron su canción recientemente publicada titulada "Bitch Boss". Han terminado de grabar el álbum y ahora va en su fase de producción y masterización.
Blood on the Dance Floor & Millionaires supuestamente grabarían una canción juntos, pero se desconoce si todavía esto pueda suceder. También han estado trabajando con Waka Flocka Flame por su tema juntos. Su primer sencillo confirmado de su próximo álbum se titula "Drinks On Me" y fue lanzado el 31 de enero de 2012 en iTunes, esta canción también va a tener un video musical.
A partir del 15 de mayo de 2012 su nuevo mixtape Your Girl Does Party fue publicado, con las pistas que incluyen a Kreayshawn, Trina, Diamond, Shanell Woodgett, Nightclub Fright Club, and RiFF RaFF. Fue producido por Khris Lorenz. La fecha de lanzamiento de su primer álbum de larga duración aún se desconoce, sin embargo, en una reciente entrevista con Hollywood Waste's FANSWERS Melissa dijo: "Tenemos todo listo, todas las canciones son, como, listas para salir y es por eso que estamos a la espera de que todos nos digan que el 'momento adecuado' para hacerlo.
"Recientemente declaró en su Facebook que se presentará una nueva canción nunca escuchada en sus próximos conciertos, la nueva canción que interpretaron fue titulada" Kitty Go Hello ", también están planeando reservar un tour en Brasil, Canadá y Reino Unido.

## Primer Álbum de Estudio
El 13 de marzo de 2013 (13/3/13) lanzaron su primer álbum y disco llamado Tonight (Esta Noche en Español) de género Electro-pop llegando al Top-Albumes en iTunes y seguidamente el inicio de la gira llamada Tonight Tour (Gira Esta Noche en Español) la que ellas denominan Una Fiesta de Alcohol
El Tracklist del álbum es:
1. Put It in the Air
2. Kitty Go Hello
3. One in a Million
4. 'F*ck Me' Eyes
5. Get Away
6. Boss B*tch
7. Dat Boi
8. Drinks on Me
9. 21
10. K Thx Bye
11. Jack

## Discografía
Álbumes de estudio
- Tonight (2013)

EPs
- Bling Bling Bling! (2008)
- Just Got Paid, Lets Get Laid (2009)
- Cash Only (2010)

Mixtapes
- Your Girl Does Party (2012)

Sencillos
- «Stay the Night» (2010)
- «Drinks on Me» (2012)

Otras canciones
- «Rated Xmas»